# بيتر آدمسون
بيتر آدمسون (بالإنجليزية: Peter Adamson)‏ هو سياسي أسترالي، ولد في 1961 بداروين في أستراليا. حزبياً، نشط في حزب الدولة الليبرالي ‏. وقد انتخب Lord Mayor of Darwin ‏ (2002 – 2007) وانتخب عضو الجمعية التشريعية للإقليم الشمالي ‏ عن دائرة Electoral division of Casuarina ‏ (4 يونيو 1994 – 17 أغسطس 2001).